# یواس‌اس واشینگتن (۱۸۳۷)
یواس‌اس واشینگتن (۱۸۳۷) (به انگلیسی: USS Washington (1837)) یک کشتی بود که طول آن ۹۱ فوت ۲ اینچ (۲۷٫۷۹ متر) بود. این کشتی در سال ۱۸۳۷ ساخته شد.